# NanoBreaker
NanoBreaker (ナノブレイカー) est un jeu vidéo de type action et hack 'n' slash développé par Konami TYO et édité par Konami, sorti en 2005 sur PlayStation 2.

## Accueil
- Jeuxvideo.com : 11/20[1]